# Lutherisca
Lutherisca is een geslacht van vliesvleugeligen uit de familie Encyrtidae. De wetenschappelijke naam van dit geslacht is voor het eerst geldig gepubliceerd in 1946 door Ghesquière.

## Soorten
Het geslacht Lutherisca is monotypisch en omvat slechts de volgende soort:
- Lutherisca ajanea (Girault, 1919)